# 30. април
30. април (30.04) је 120. дан у години по грегоријанском календару (121. у преступној години). До краја године има још 245 дана.

## Догађаји
- 311 — Римски цар Галерије, велики прогонитељ хришћана, на самрти издаје Едикт о толеранцији којим позива на обуставу прогона.
- 1006 — SN 1006, најсветлија забележена супернова, први пут се појавила у сазвежђу Вук.
- 1789 — Џорџ Вашингтон је положио заклетву као први председник САД.
- 1803 — САД су од Наполеона Бонапарте, за 15 милиона долара купиле Луизијану, која је истог дана 1812. и формално ушла у састав америчке државе као њена 18. чланица.
- 1804 — У борбама у Суринаму Британци су први пут употребили шрапнел, назван по изумитељу Хенрију Шрапнелу.
- 1895 — Свечано је отворена Прва интернационална изложба у Венецији, која је временом постала највећа смотра савремене ликовне уметности у свету, позната као Венецијански бијенале.
- 1897 — Џ. Џ. Томсон је обзнанио своје откриће електрона на предавању на Краљевској институцији у Лондону.
- 1900 — Хаваји су постали саставни део САД.
- 1915 — У Паризу је основан Југословенски одбор, организација српских, хрватских и словеначких политичких емиграната из Аустроугарске која је у време Првог светског рата водила акције за ослобађање јужнословенских земаља од Аустроугарске и за њихово уједињење са Србијом и Црном Гором.
- 1934 — Аустрија је донела нови устав којим је озакоњена диктатура канцелара Енгелберта Долфуса.
- 1941 — Независна Држава Хрватска донела је закон о расној припадности на основу којег су почели прогони Срба, Јевреја и Рома.
- 1945 — Адолф Хитлер и његова супруга Ева Браун извршили су самоубиство у подземном бункеру у Берлину док су се совјетске трупе касно увече заузеле зграду Рајхстага.
- 1945 — Југословенска армија ослободила је у Другом светском рату усташки логор Јасеновац.
- 1953 — У Београду је за посетиоце отворен Железнички музеј, први такав музеј у Југославији, основан у фебруару 1950.
- 1973 — Председник САД Ричард Никсон прихватио је одговорност за прислушкивање страначких противника у Вотергејту 1972, што је довело до његове оставке у августу 1974. године.
- 1975 — Амерички војници су завршили хеликоптерску евакуацију америчких држављана, јужновијетнамских цивила и других из Сајгона мало раније него што су северновијетнамски војници заузели Сајгон, чиме је окончан Вијетнамски рат.
- 1991 — 
  - Донета одлука о расписивању референдума о статусу САО Крајине
  - У циклону у Бангладешу је погинуло најмање 125.000 људи.
- 1995 — Председник САД Бил Клинтон наложио је прекид трговине с Ираном и забранио инвестиције у ту земљу, оптуживши Техеран да подржава међународни тероризам.
- 1999 — У ваздушним нападима НАТО на СР Југославију погођене су зграде Министарства одбране и Генералштаба Војске Југославије у ужем центру Београда.
- 2002 — Председник Зимбабвеа Роберт Мугабе прогласио је ванредно стање у земљи због велике несташице хране која је довела хиљаде становника на ивицу глади. Криза са храном наступила је услед суше, али и због затварања фарми које су држали белци.
- 2003 — САД, Русија, Европска унија и УН званично су објавиле "мапу" за мировно преговоре Израела и Палестине, који би требало да доведу до стварања независне палестинске државе 2005.

## Рођења
- 1662 — Мери II од Енглеске, енглеска краљица. (прем. 1694)[1]
- 1777 — Карл Фридрих Гаус, немачки математичар и физичар. (прем. 1855)[2]
- 1870 — Франц Лехар, аустријски композитор мађарског порекла. (прем. 1948)[3]
- 1883 — Јарослав Хашек, чешки писац. (прем. 1923)[4]
- 1908 — Ив Арден, америчка глумица и комичарка. (прем. 1990)[5]
- 1916 — Клод Елвуд Шенон, амерички научник и инжењер. (прем. 2001)[6]
- 1916 — Роберт Шо, амерички диригент. (прем. 1999)[7]
- 1928 — Петер Карстен, немачко-југословенски глумац и продуцент. (прем. 2012)[8]
- 1940 — Берт Јанг, амерички глумац, сценариста, писац и сликар. (прем. 2023)[9]
- 1944 — Џил Клејберг, америчка глумица. (прем. 2010)[10]
- 1947 — Владимир Јевтовић, српски глумац и професор глуме. (прем. 2013)[11]
- 1949 — Антонио Гутерес, португалски политичар, 9. генерални секретар Организације уједињених нација.[12]
- 1951 — Марко Брецељ, словеначки музичар, најпознатији као суоснивач и певач групе Булдожер. (прем. 2022)[13]
- 1954 — Џејн Кемпион, новозеландска редитељка, сценаристкиња и продуценткиња.[14]
- 1956 — Ларс фон Трир, дански редитељ и сценариста.[15]
- 1958 — Слободан Ројевић, црногорски фудбалер.[16]
- 1961 — Ајзеа Томас, амерички кошаркаш и кошаркашки тренер.[17]
- 1964 — Лорензо Сталенс, белгијски фудбалер и фудбалски тренер.[18]
- 1967 — Стивен Макинтош, енглески глумац.[19]
- 1973 — Александар Срећковић, српски глумац.[20]
- 1975 — Џони Галеки, амерички глумац.[21]
- 1980 — Луис Скола, аргентински кошаркаш.[22]
- 1981 — Кунал Најар, британско-индијски глумац.[23]
- 1981 — Џон О’Шеј, ирски фудбалер.[24]
- 1982 — Кирстен Данст, америчка глумица.[25]
- 1983 — Ненад Милијаш, српски фудбалер.[26]
- 1983 — Никола Селаковић, српски правник и политичар.
- 1985 — Гал Гадот, израелска глумица, модел и продуценткиња.[27]
- 1986 — Дајана Агрон, америчка глумица, певачица и плесачица.[28]
- 1988 — Ана де Армас, кубанско-шпанска глумица.[29]
- 1991 — Данијел Алексић, српски фудбалер.[30]
- 1991 — Травис Скот, амерички хип хоп музичар и музички продуцент.[31]
- 1992 — Марк Андре тер Штеген, немачки фудбалски голман.[32]
- 2000 — Алексеј Бјелогрлић, српски глумац.

## Смрти
- 1883 — Едуар Мане, француски сликар (рођ. 1832)[33]
- 1945 — Адолф Хитлер, немачки диктатор (рођ. 1889)[34]
- 1968 — Марко Малетин, српски професор, секретар Матице српске, уредник Летописа Матице српске, управник Војвођанског архива и Народног позоришта Дунавске бановине. (рођ. 1890)[35]
- 1980 — Нинко Петровић, учесник у Првом светском рату, адвокат, градоначелник Београд од 1947 до 1951 г. (рођ. 1896)
- 1989 — Серђо Леоне, италијански филмски режисер. (рођ. 1929)[36]
- 1991 — Рафаило Блам, композитор. (рођ. 1910)[37]
- 2000 — Пол Хартлинг, премијер Данске[38]
- 2007 — Јара Рибникар, књижевница, публициста и преводилац. (рођ. 1912)[39]
- 2018. — Роз Лоранс, француска кантауторка пољског порекла (рођ. 1953)[40]

## Празници и дани сећања
- Српска православна црква слави:
  - Свештеномученика Симеона - епископа Персијски
  - Светог Акакија епископа Мелитинског
  - Светог Агапита папу Римског
  - Преподобног Саватија и Зосима